# 阿里·阿德南
阿里·阿德南（英語：Ali Adnan Kadhim Nassir Al-Tameemi，1993年12月19日—）出生于伊拉克巴格达，現時被意甲球隊乌迪内斯外借至阿特蘭大，身高1米88，司职左后卫，拥有强健的体魄和强大的远程射击能力，并能够快速通过对方半场。其技术特点擅长高速强行突破对手及处理任意球，而且惯用脚亦是左脚，与来自英国威尔士的格瑞斯·贝尔，以及爱尔兰的伊安·哈特,足球风格非常相近。2013年获亚足联最佳青年球员奖。

## 个人生活背景
阿里·阿德南出生于一个足球世家，其父亲阿德南·卡德希姆曾在20世纪70年代为伊拉克国家队效力，并曾经获得过1977年亚洲青年足球锦标赛冠军。他的叔叔阿里·卡德希姆曾是伊拉克国家队中有名的前锋，也擅长使用左脚，曾为国家队打进35粒进球。
阿里·阿德南视自己的父亲为生活和足球上的偶像和导师，并认为足球给予了他一切。

## 职业生涯
阿里·阿德南从10岁起就在青年足球学校接受足球教育，2008年进入青年足球俱乐部效力。2010年加入巴格达 FC俱乐部踢正式比赛。由于其在2013年U20世界盃足球賽的出色表现，阿里·阿德南引起了许多欧洲足球俱乐部的兴趣。2013年8月1日，阿里·阿德南与土耳其的恰伊库尔·里泽体育俱乐部签订了5年的合同，并身披53号球衣。2013年9月1日打入了他在俱乐部的首粒进球。2015年7月1日，阿里·阿德南与意大利的乌迪内斯俱乐部签订了5年的合同，并在同热那亚的意甲比赛中，打进一粒直接任意球。
截至2014年5月17日
| 俱乐部            | 赛季        | 土超联赛 | 土超联赛 | 土超联赛 | 土耳其杯 | 土耳其杯 | 土耳其杯 | 欧冠联赛 | 欧冠联赛 | 欧冠联赛 | 其他 | 其他 | 其他 | 总计 | 总计 | 总计 |
| 俱乐部            | 赛季        | 出场     | 进球     | 助攻     | 出场     | 进球     | 助攻     | 出场     | 进球     | 助攻     | 出场 | 进球 | 助攻 | 出场 | 进球 | 助攻 |
| ----------------- | ----------- | -------- | -------- | -------- | -------- | -------- | -------- | -------- | -------- | -------- | ---- | ---- | ---- | ---- | ---- | ---- |
| 恰伊库尔·里泽体育 | 2013–14赛季 | 31       | 3        | 5        | 0        | 0        | 0        | 0        | 0        | 0        | 0    | 0    | 0    | 31   | 3    | 5    |
| 恰伊库尔·里泽体育 | 2014–15赛季 | 0        | 0        | 0        | 0        | 0        | 0        | 0        | 0        | 0        | 0    | 0    | 0    | 0    | 0    | 0    |
| 总计              | 总计        | 31       | 3        | 5        | 0        | 0        | 0        | 0        | 0        | 0        | 0    | 0    | 0    | 31   | 3    | 5    |

## 国家队进球统计
2013年U20世界盃足球賽，阿里·阿德南的表现大放异彩。在小组赛对阵英格兰的比赛中，阿里·阿德南打进绝杀进球，将比分扳成2－2平，其绝不放弃的精神令人称道。
2012年12月3日，年仅18岁的阿里·阿德南进入了伊拉克国家足球队的名单，并在2014年3月5日同中国队的比赛中打入国家队首粒进球。2014年亚运会，其在亚运会男足小组赛中攻进日本国奥队两粒入球，其技术特点也展现的淋漓尽致。

### U-23国奥队
| 进球数 | 日期          | 地点                           | 对手   | 即时比分 | 比分 | 竞赛                        |
| ------ | ------------- | ------------------------------ | ------ | -------- | ---- | --------------------------- |
| 1.     | 2012年6月23日 | 阿曼皇家警察體育場, 马斯喀特   |        | 2–0      | 4–0  | 2014年亞足聯U22錦標賽資格賽 |
| 2.     | 2012年6月28日 | 蘇丹卡布斯綜合運動場, 马斯喀特 | 黎巴嫩 | 5–1      | 5–1  | 2014年亞足聯U22錦標賽資格賽 |
| 3.     | 2014年9月17日 | 高陽綜合運動場, 仁川           | 日本   | 2–1      | 3–1  | 2014年亚洲运动会足球比赛    |
| 4.     | 2014年9月17日 | 高陽綜合運動場, 仁川           | 日本   | 3–1      | 3–1  | 2014年亚洲运动会足球比赛    |
| 5.     | 2014年9月26日 | 仁川足球竞技场, 仁川           |        | 3–1      | 4–2  | 2014年亚洲运动会足球比赛    |

### 国家队进球
| 进球数 | 日期          | 地点              | 对手     | 即时比分 | 比分 | 竞赛                     |
| ------ | ------------- | ----------------- | -------- | -------- | ---- | ------------------------ |
| 1.     | 2014年3月5日  | 沙迦体育场, 迪拜  | 中國     | 3–0      | 3–1  | 2015年亞洲盃外圍賽       |
| 2.     | 2015年9月3日  | PAS体育场, 德黑兰 | 中華臺北 | 1–0      | 5–1  | 2018年世界盃亞洲區資格賽 |
| 3.     | 2016年3月24日 | PAS体育场, 德黑兰 | 泰國     | 2–2      | 2–2  | 2018年世界盃亞洲區資格賽 |

## 荣誉
- 2012年亞足聯U19青年錦標賽亚军
- 2013年U20世界盃足球賽 第四名
- 2012年西亞足球錦標賽 亚军
- 2013年海灣國家盃 亚军
- 2013年亚足联最佳青年球员奖
- 2013年U20世界盃足球賽明星阵容—最佳左后卫[7][8][9]